# Oblężenie Gibraltaru (1309)
Pierwsze oblężenie Gibraltaru – udane oblężenie miasta w 1309 roku zakończone odbiciem Gibraltaru przez wojska Królestwa Kastylii. Gibraltar pozostał pod panowaniem chrześcijańskim do 1333 roku, kiedy ponownie został zajęty przez Emirat Grenady.